# Диомед
Диоме́д (др.-греч. Διομήδης) — в древнегреческой мифологии царь Аргоса из династии Биантидов, сын этолийского героя Тидея и дочери царя Аргоса Адраста Деипилы. В молодости участвовал в удачном походе эпигонов против Фив. Во время штурма города погиб его дядя, и Диомед стал наследником аргосского престола. Во время неудачного сватовства к Елене он наряду с другими женихами был вынужден дать клятву помогать её будущему супругу. После того как Елена сбежала с Парисом, Диомед присоединился к войскам греков, выступивших против Трои. Во время Троянской войны прославился своими храбростью и мужеством. Во время одной из битв ранил Энея, а затем и Афродиту, которая захотела спасти сына от неминуемой гибели. С помощью Афины нанёс также рану Аресу.
После окончания войны и разграбления Трои вернулся домой, однако был вынужден сбежать из Аргоса из-за происков своей неверной супруги Эгиалеи. Прибыл в Италию, где помог царю Давну в его войне с мессапами, но в дальнейшем, согласно «Энеиде», отказался от участия в войнах.
Согласно оценке современных антиковедов, Диомед, имя которого можно перевести как «принадлежащий богу», или «божественный», представлял собой древнейшее военное божество Арголиды. Учёные, которые предполагают, что изначально «Илиада» Гомера состояла из нескольких книг, собранных затем в единую поэму, приходят к выводу о параллельном существовании как минимум двух Илиад — «Ахиллеиды» и «Диомедии». При слиянии версий Ахилл возобладал, а Диомед остался хоть и важным, но второстепенным по отношению к нему персонажем. Греческие колонисты занесли культ Диомеда на Апеннинский полуостров, с чем и связано появление мифов об итальянских странствованиях героя.

## Диомед в доархаические периоды истории Древней Греции. Создание Илиады
Диомед, согласно представлениям антиковеда В. Н. Ярхо, являлся древнейшим военным божеством Арголиды. В этой области располагались такие города, как Аргос, Микены, Тиринф и другие, которые на момент Троянской войны и разрушения Трои на рубеже XIII—XII веков до н. э. находились на пике своего могущества. Эта его функция прослеживается и в более поздние периоды, когда Диомеда почитают наравне с Афиной на Кипре, называют основателем её храмов в различных уголках Эллады, размещают связанные с ним артефакты в местах почитания данной богини.
Греческие колонисты занесли этот культ в Италию, где он трансформировался в сказания о скитаниях и смерти Диомеда за пределами своей родины на Апеннинском полуострове. Культ Диомеда получил развитие на Адриатическом побережье: посвящённые ему святилища, по-видимому, возникали в местах, где проходили торговые пути греческих мореплавателей начиная с VI в. до н. э. Хорватскими археологами подтверждено существование таких храмов на островах Палагружа (известных также как Диомедовы) и на мысе Диомеда (ныне Плоча), южнее Шибеника. По литературным источникам (в том числе Страбону) известно о большом святилище Диомеда в устье реки Тимавы на севере Адриатики, на границе между землями венетов и истров. В жертву Диомеду, известному как «укротитель коней», венеты приносили лошадей. Культ Диомеда был распространён и среди умбров в Центральной Адриатике. Именем Диомеда прикрывались завоеватели и колонизаторы, стремившиеся утвердить свою власть в регионе — в частности, сиракузский тиран Дионисий Старший в конце V — начале IV в. до н. э. и Александр Молосский 70 годами позже.
«Илиада», в которой Диомед является одним из основных персонажей, по преданию была создана Гомером в VIII веке до н. э. Изначально она передавалась из уст в уста бродячими певцами. У исследователей данного памятника древнегреческого эпоса существуют различные мнения относительно её авторства, места и времени создания. Дошедшее до наших дней произведение было собрано из множества передаваемых в народном предании песен учёной комиссией, в которую входили Ономакрит, Зопир Гераклейский, Орфей Кротонский, по указанию афинского тирана Писистрата (560—527 годы до н. э.), то есть почти через два столетия после предполагаемого времени жизни Гомера.
В современной литературе существует несколько версий относительно происхождения поэмы. По мнению «унитариев», у Илиады был один автор и впоследствии в неё внесли лишь незначительные по сути дополнения. Другая группа учёных приходит к выводу, что книга состоит из нескольких частей, связанных воедино. Они доказывают существование как минимум двух Илиад — «Ахиллеиды» и «Диомедии». В составной книге явно присутствует скрытое соперничество и параллелизм между Ахиллом и Диомедом. Эти два героя никогда (за исключением одного эпизода) не появляются вместе: исчезает Ахилл — на первый план выходит Диомед, исчезает Диомед — начинается перечисление подвигов Ахилла. При слиянии версий Ахилл возобладал, а Диомед стал, хоть и важным, но второстепенным по отношению к нему персонажем. По мнению «унитариев» Диомед был введён в качестве контрастирующего Ахиллу героя.

## Мифы

### Происхождение. До начала Троянской войны
Диомед был сыном Тидея и дочери царя Аргоса Адраста Деипилы. Отец Диомеда погиб во время похода «семи героев против Фив». Через десять лет дети погибших, включая Диомеда, вновь объявили войну Фивам, известную как «поход эпигонов» Город был разграблен. Во время битвы с фиванцами погиб дядя Диомеда по материнской линии Эгиалей, после чего он стал наследником царского престола Аргоса. По версии Павсания Диомед после смерти Эгиалея стал не царём, а опекуном и впоследствии регентом своего малолетнего двоюродного брата Кианиппа.
Диомед был одним из нескольких десятков женихов Елены. Приёмный отец невесты спартанский царь Тиндарей оказался перед сложным выбором. Из множества знаменитых воинов, царей, сыновей богов он мог получить одного друга, ставшего мужем Елены, и несколько десятков рассерженных врагов. По совету Одиссея Тиндарей обязал всех женихов дать клятву признать будущего мужа Елены и, что главное, прийти ему на помощь в случае опасности и обиды. В итоге супругом Елены стал Менелай, но Диомед оказался связанным на всю жизнь данной Тиндарею клятвой. Когда через десять лет троянский царевич Парис при содействии Афродиты похитил Елену, Диомед со своим войском был вынужден влиться в армию ахейцев, отправившуюся к стенам Трои.
На момент начала Троянской войны он предстаёт уже царём Аргоса, который имеет под своим началом от 30 до 80 кораблей с войсками из Аргоса, Тиринфа, Эпидавра и других городов юго-восточной Арголиды. По численности флота он уступает только Агамемнону и Нестору.

### Троянская война

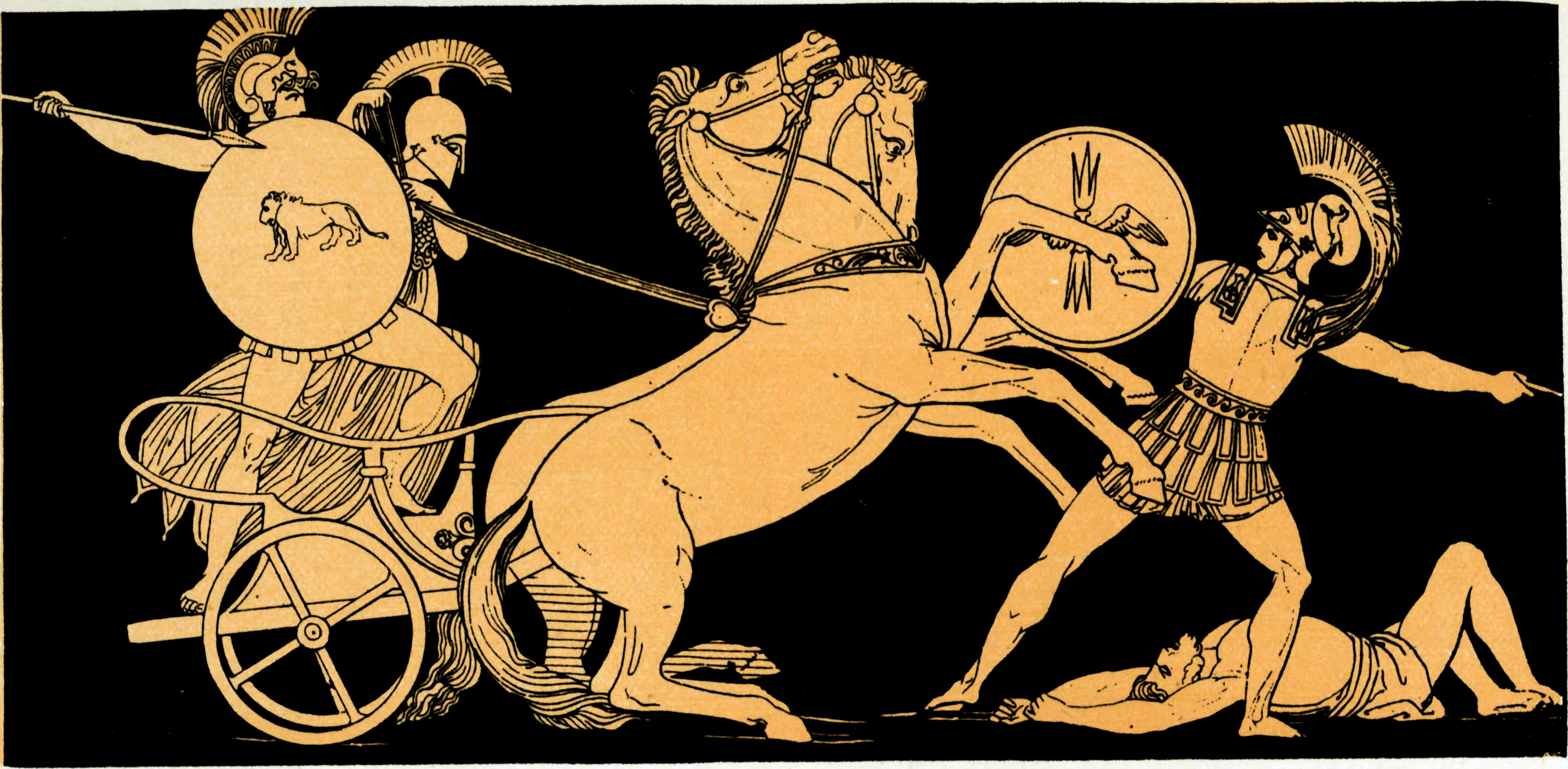
Диомед сражается с Аресом

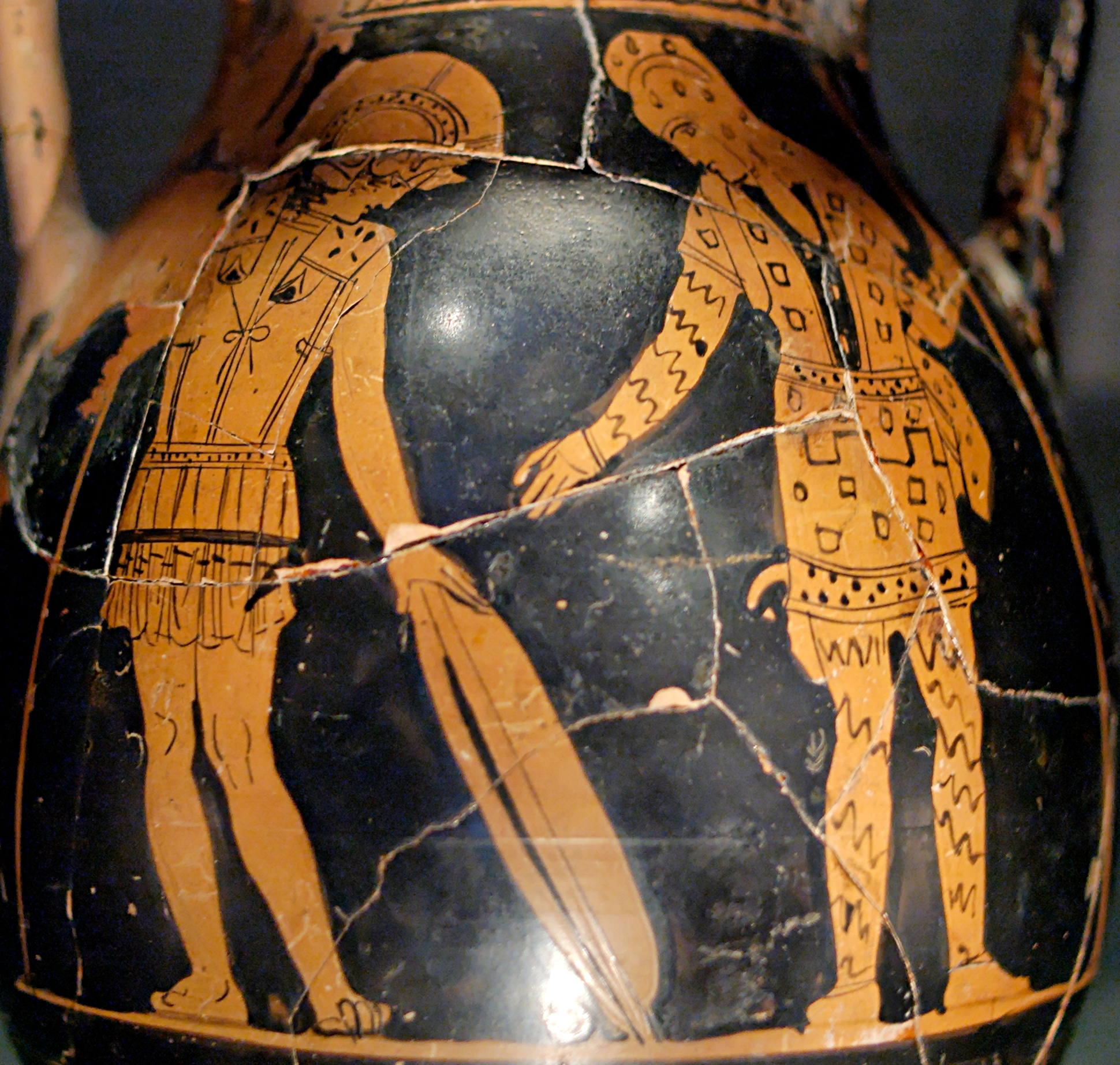
Главк обменивается с Диомедом доспехами. Древнегреческая ваза 420-х годов до н. э.

Во время Троянской войны Диомед пользовался особым покровительством Афины и носил латы работы бога кузнечного мастерства Гефеста. Богиня мудрости и войны исцеляет его от ран и даёт наставление не сражаться с богами, делая исключение для Афродиты. Согласно Гигину убил 18 троянских воинов, а Гомеру — 17, названных по именам, и 12 безымянных фракийцев вместе с их царём.
В «Илиаде» Диомед сражается с Гектором и Энеем, которого от верной смерти спасает заступничество олимпийских богов. Во время битвы с Энеем владыка Аргоса ранил его в колено. От неизбежной смерти троянского героя спасла его мать Афродита. Заступничество богини не остановило Диомеда, который и её ранил в руку. Тогда в бой вмешался Аполлон, накрыв Энея и Афродиту чёрным облаком. Это также не остановило Диомеда, и он трижды шёл в атаку, желая убить раненого Энея. Аполлон трижды отразил его удары. Однако ярость Диомеда не была слепой. Он внял словам Аполлона «Вспомни себя, отступи и не мысли равняться с богами …» и отступил. Аполлон, однако, на этом не остановился и призвал на помощь троянцам бога войны Ареса. Тот под видом смертного вошёл в ряды троянцев. Подстрекаемый Афиной Диомед принял бой и ранил Ареса. Истекающий кровью бог войны был вынужден оставить поле битвы.
В одном из эпизодов «Илиады» Диомед собирался вступить в бой с Главком, однако перед сражением они разговорились. Вспомнив истории о дружбе своих дедов Беллерофонта и калидонского царя Энея, связанных узами передаваемой по наследству потомкам проксении, персонажи помирились и даже обменялись доспехами.

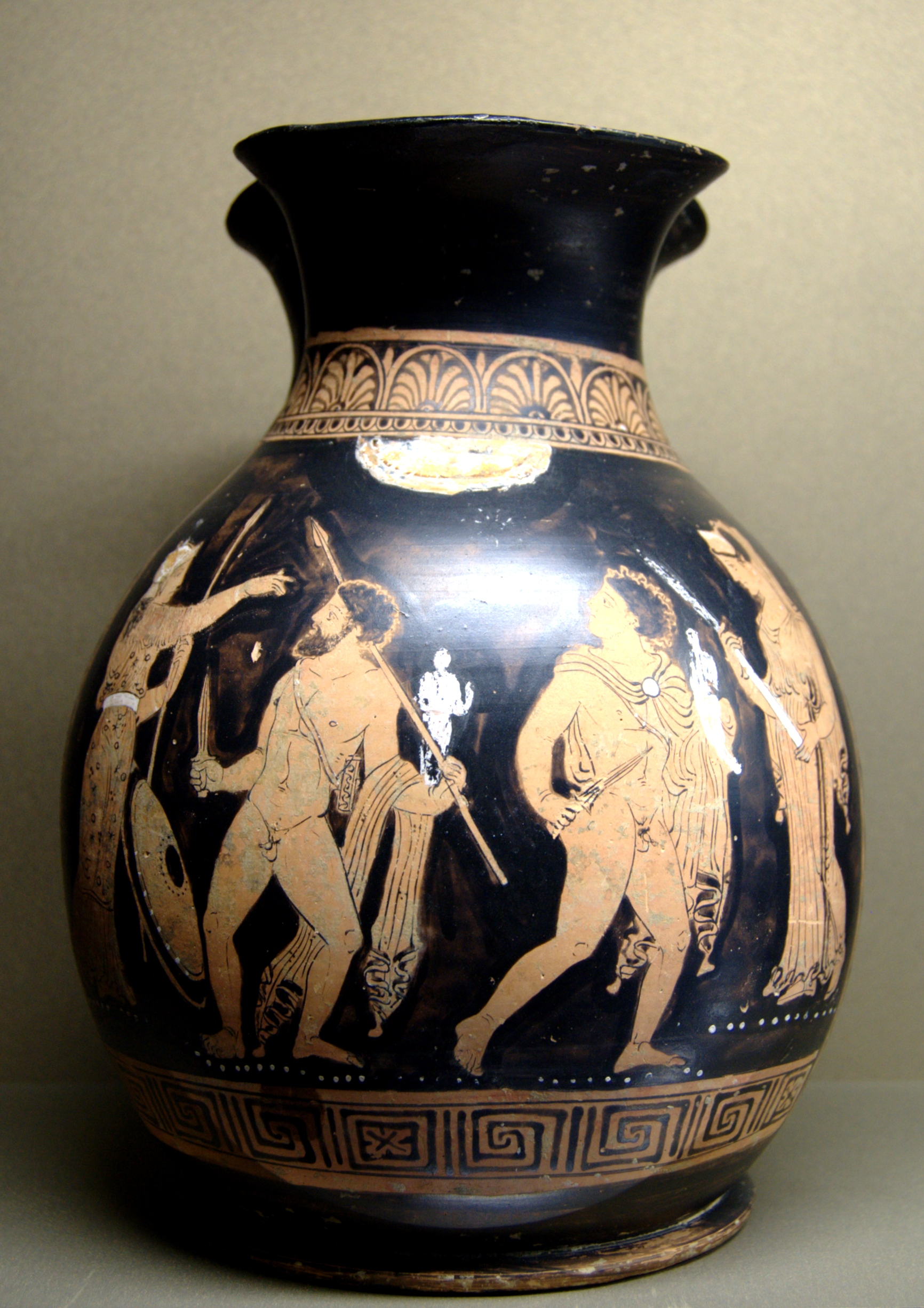
Диомед c Одиссеем похищают Палладиум. Античная ваза 360—350 гг. до н. э. Лувр. Париж.

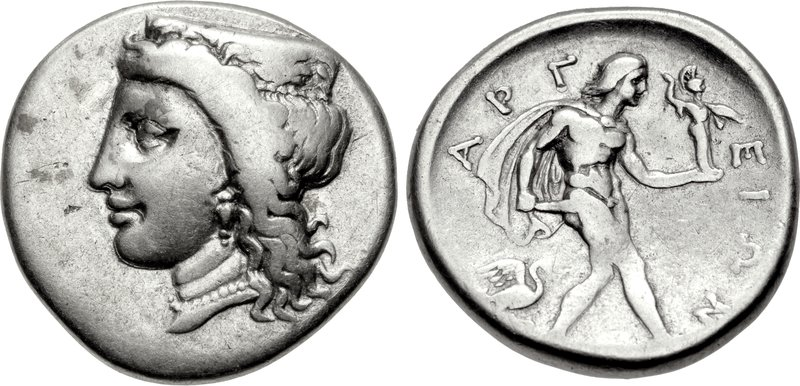
Аргосская драхма с Диомедом с палладиумом в руках. 370—350 гг. до н. э.

Вместе с Одиссеем Диомед отправился на разведку в лагерь троянцев. По пути они захватили вражеского разведчика Долона, от которого узнали о ситуации в Трое, прибывшем на помощь осаждённому городу фракийском царе Ресе, после чего Диомед убил лазутчика. Используя полученные сведения, Одиссей и Диомед проникли в лагерь спящих фракийцев. Пока Одиссей отвязывал знаменитых царских коней, Диомед сразил 12 воинов и самого царя, после чего оба героя благополучно возвратились в свой лагерь. Впоследствии на добытых конях арголидец победил в скачках во время погребальных игр по Патроклу. Доставшийся в качестве победы треножник он отправил в Дельфы. На тех же играх Диомед, согласно Гомеру, с большим трудом победил в бою Аякса Теламонида. Квинт Смирнский переносит это противоборство с ничейным результатом на погребальные игры по Ахиллу, в которых, согласно Аполлодору, Диомед одержал также победу в беге. В ходе осады Трои Диомед также помог Одиссею в убийстве ещё одного греческого героя, Паламеда, к которому царь Итаки питал ненависть. Согласно Павсанию, Одиссей и Диомед убили Паламеда, заманив его в ловушку.
Вместе с Одиссеем Диомед совершил два деяния, без которых, согласно пророчествам, Троя осталась бы неприступной. Согласно предсказателю Калханту, для взятия города были необходимы лук и стрелы Геракла. Оба героя отправились на Лемнос к Филоктету, хитростью овладели хранимыми у него вещами, а затем убедили отправиться с ними обратно под стены Трои. Второе пророчество, Гелена, гласило, что Троя будет неприступной, пока в её стенах хранится священная статуя-оберег «Палладиум». Диомед с Одиссеем проникли в город и похитили артефакт, предрешив тем самым судьбу Трои. Существует две версии относительно того, как греки выкрали статую. Согласно Конону, в какой-то момент, чтобы преодолеть препятствие, Диомед стал на плечи Одиссея, перелез через стену и похитил Палладиум. Одиссей захотел самолично завладеть им, немного отстал и готов был убить Диомеда, но тот вовремя заметил отблеск клинка и остаток дороги заставил царя Итаки идти впереди. По другой версии, Одиссей под видом нищего проник в город, выкрал статую и вернулся к тому месту, где его дожидался Диомед. Затем они уже вместе доставили Палладиум в свой лагерь. Дальнейшую судьбу Палладиума в различных традициях описывают по-разному. Согласно одной из версий (излагаемой, в частности, Плутархом) Палладиум был доставлен Диомедом в Аргос, где оставался на протяжении поколений, пока не был похищен одним из его потомков Эргиэем и лакедемонянином Леагром, перенёсшими его в Спарту. Вторая версия (поддерживаемая Павсанием) гласит, что статуя была похищена уже у Диомеда во время его возвращения на родину, когда тот высадился на землях Демофонта. Наконец, по третьей версии, приводимой в комментариях Сервия к «Энеиде», Диомед передал Энею Палладиум и останки его отца Анхиса после того, как оракул предсказал ему бесконечные страдания, если это не будет сделано.

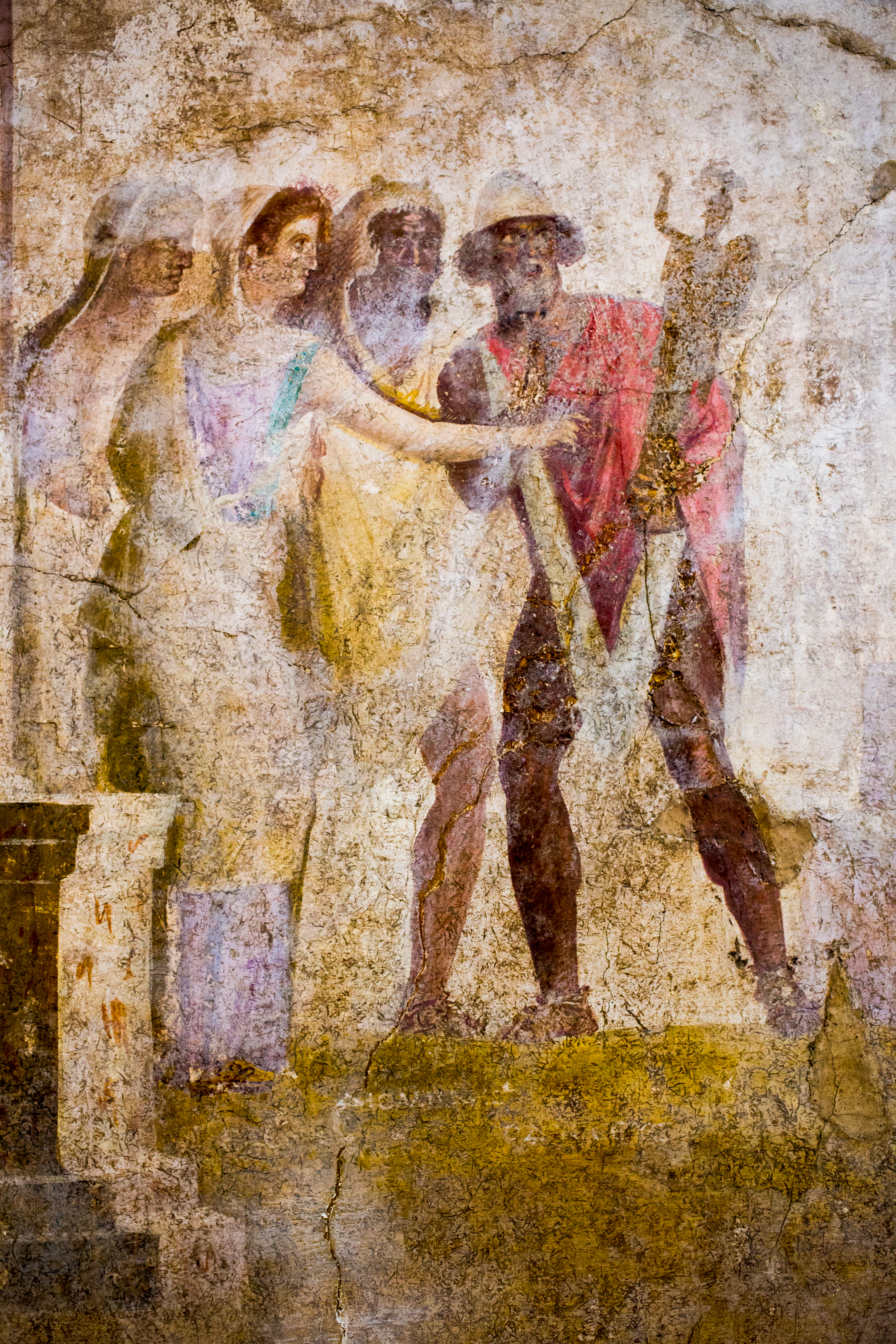
Одиссей (в пилосе) уносит палладиум из Трои с помощью Диомеда, несмотря на сопротивление Кассандры и других троянцев. Античная фреска из Помпей.

После смерти Париса эта же пара героев, согласно «Дневнику Троянской войны», была отряжена ахейцами в Трою с тем, чтобы обсудить условия мира. Однако после того, как эта миссия окончилась неудачей, Диомед был одним из бойцов, скрытно проникших в Трою в деревянном коне, с помощью которого город был взят.

#### Параллели Диомеда с Ахиллом
Антиковеды отмечают явный параллелизм двух греческих героев. Это сходство находит отображение в множестве нюансов:
1. Из всех греков Ахилл и Диомед наиболее страшны для троянцев с союзниками. В разных частях, в зависимости от того, какой герой там присутствует, их последовательно называют первыми по силе и храбрости[58];
2. Только им лично покровительствует Афина. Ахилла она удерживает за волосы, чтобы не дать совершить безрассудный поступок, а Диомеду подаёт советы и в одном из эпизодов занимает роль возничей на его колеснице[59];
3. Афина в различных частях книги зажигает вокруг их голов пламя[59];
4. Оба носят доспехи работы Гефеста[59];
5. Оба героя на словах послушны богам и в то же время сражаются с ними. И Ахилл, и Диомед начинают бой с Аполлоном, но отступают, узнав соперника[59];
6. Оба страдают от несправедливого гнева Агамемнона и оба же его срамят перед другими воинами[59];
7. Каждый из них уверен, что мог бы взять Трою всего лишь с одним другом[59];
8. И тот и другой вступает в бой с Энеем, ранив его. От неминуемой смерти троянского героя спасают олимпийские боги[59];
9. Каждого из них Гектор рассматривает как основного врага, а также считает, что бой с ним будет решающим[60];
10. Ахилл и Диомед сражаются с Гектором. Однако, так как Гектор мог погибнуть один раз, то в битве с Диомедом он получает лишь несмертельный удар копьём в шлем[60];
11. Обоих героев ранит в пятку Парис[61].

### Возвращение в Аргос
После взятия Трои Диомед вернулся домой в Аргос. По одной версии (у Аполлодора), это возвращение происходило спокойно и без приключений; по другой, излагаемой в «Малых сравнительных жизнеописаниях» Псевдо-Плутарха, буря забросила его корабль к берегам Ликии, где царь Лик собирался принести ахейского героя в жертву Аресу. Однако царская дочь Каллироя сжалилась над Диомедом и устроила ему побег. Согласно мифам, в честь удачного возвращения Диомед построил храм Аполлона Эпибатерия («Мореходного») в Трезене, а также учредил Пифийские игры. В трагедии Еврипида «Орест» он выступал в защиту Ореста на суде над последним за убийство матери Клитемнестры и Эгисфа, которые до этого убили его отца Агамемнона.
По ещё одной версии, после возвращения в Аргос Диомеду сумела отомстить за своё ранение под Троей Афродита. Она внушила жене Диомеда Эгиалее страсть к любовникам и ненависть к мужу. Эгиалея, заручившись поддержкой Эгисфа, который незадолго до этого убил Агамемнона и захватил царскую власть в Микенах, сумела свергнуть мужа. Диомеда обвинили в том, что он захотел изгнать из города знатных граждан и заселить на их место родичей своего отца — этолийцев. Этой клевете поверили и приговорили свергнутого царя к смерти. Диомед был вынужден бежать из родного города.

### Диомед в Этолии и Италии
Отплыв из Арголиды с оставшимися преданными ему друзьями, Диомед отправился на родину своего отца в Этолию. Там он вернул царство своему деду или дяде, которых до этого сверг Агрий. По другой версии, Диомед совершил этот подвиг ранее — ещё в качестве царя Аргоса. У Страбона, со ссылкой на труды Эфора, приведена история, как во время этолийского похода Диомеда Агамемнон легко захватывает Аргос. Впоследствии он вынужден вернуть власть, дабы не потерять союзника в предстоящей Троянской войне.
По пути Диомед убил дракона, опустошавшего землю феаков на острове Керкира. После корабль с Диомедом попал в бурю и был отнесён к берегам Италии в область Апулии. Там он становится союзником царя Давна и помогает ему победить мессапов. В благодарность за помощь ахеец получил в жёны царскую дочь Евиппу. У них родились сыновья Диомед и Амфином. В Италии, где привнесённый греческими колонистами культ Диомеда прижился, с его именем связывали основание ряда городов (Ланувия, Брундизия, Аргириппы, Беневента, Венузии, Канусия, Салапии и др.) и святилищ.
Утвердившись в Италии, Диомед избегал участия в войнах. Так, согласно «Энеиде» Вергилия, он отклонил предложение послов Латина присоединиться к их войне с Турном. Послы, ожидавшие увидеть неистового героя Троянской войны, сталкиваются с усталым человеком, для которого Золотой век — это прежде всего отсутствие трудов, в том числе и ратных. Согласно другим источникам периода Римской империи, Диомед посещал своего бывшего соперника Энея, с которым помирился.
Сведения о смерти Диомеда в мифах разнятся. Согласно древнегреческим представлениям, он получил бессмертие от Афины, либо перенесён вместе с Ахиллом на острова блаженных. В более поздней традиции, когда его культ прижился в Италии, получили распространение мифы о несправедливом отношении к нему со стороны тестя, гибели спутников Диомеда после его естественной смерти или убийства по приказу Давна, души которых Зевс превратил в птиц. В версиях, в которых Давн или его сын Юн подло убивают Диомеда, они предстают олицетворением коварства варваров.

### Проклятие Диомеда
По одному из мифов, Диомед был обойдён своим союзником Давном при разделе добычи и не получил полагающейся ему земли. Тогда он проклял эту территорию. Именно на «Диомедовой равнине» и произошла в 216 году до н. э. битва при Каннах, где римляне потерпели наиболее сокрушительное поражение за всю историю от основания города.

## Образ в искусстве

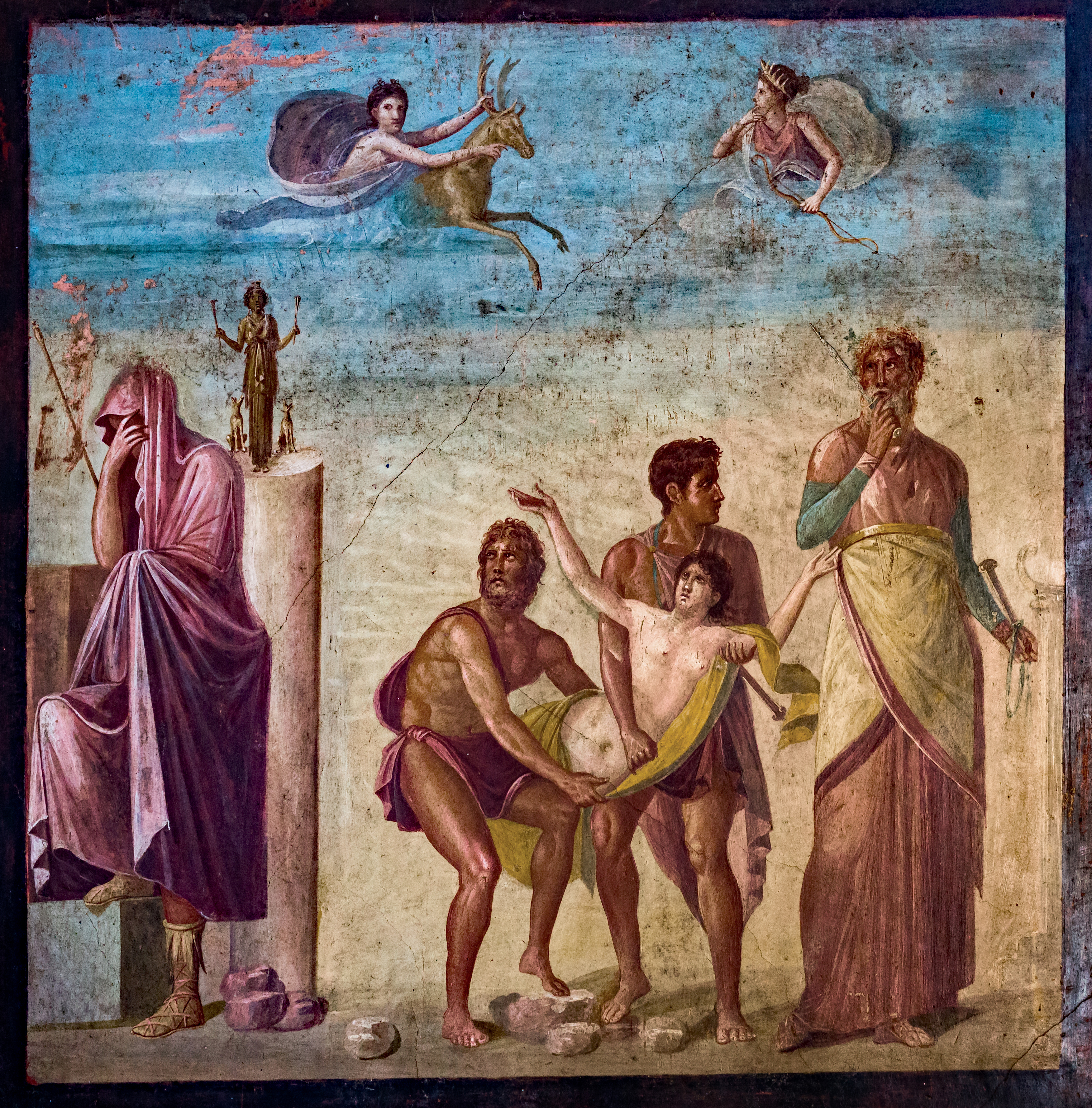
Одиссей и Диомед несут Ифигению к жертвеннику. Античная фреска из Помпей

Помимо упоминавшейся выше трагедии Еврипида «Орест», в античной литературе Диомед стал действующим лицом трагедии «Рес», долгое время ошибочно приписывающейся тому же автору. Он действует в «Аргонавтике» Аполлония Родосского — в части, посвящённой отрезку путешествия героев, проходившему по Адриатике.
Данте Алигьери в «Божественной комедии» поместил Диомеда вместе с Одиссеем в восьмой ров восьмого круга ада, в качестве наиболее ярких представителей лукавых советчиков. Двум персонажам античной мифологии вменили в вину хитрость, с помощью которой Ахилла увезли под стены Трои (к которой согласно мифам Диомед отношения не имел), неправедный гнев с которым оба друга шли в бой, похищение палладиума и др.
Диомед изображён в трагедиях Джефри Чосера и Уильяма Шекспира «Троил и Крессида» где авторы весьма вольно передаёт античные мифы, вводя в текст отсутствующие в них события. У Шекспира Диомед предстаёт воином, относящимся к судьбе Елены с точки зрения последствий её любви: «За каплю каждую её порочной крови / В её развратном теле отдал жизнь / Троянец или грек. Поверь царевич: / За жизнь свою произнесла едва ли / Блудница эта больше добрых слов / Чем пало добрых за неё голов!» Именно ему в конечном итоге достаётся Крессида. Женщина вынуждена подчиниться его силе не только физически, но и духовно, забыв о своей любви к Троилу. Ранение Диомедом богини любви Афродиты в западноевропейской литературе воспринимали аллегорией на целомудрие и религиозный фанатизм, отвергающих силу любви.
Ещё более вольно описывают Диомеда современные писатели-фантасты Андрей Валентинов и Олди в книгах «Диомед, сын Тидея» и «Одиссей, сын Лаэрта» соответственно.

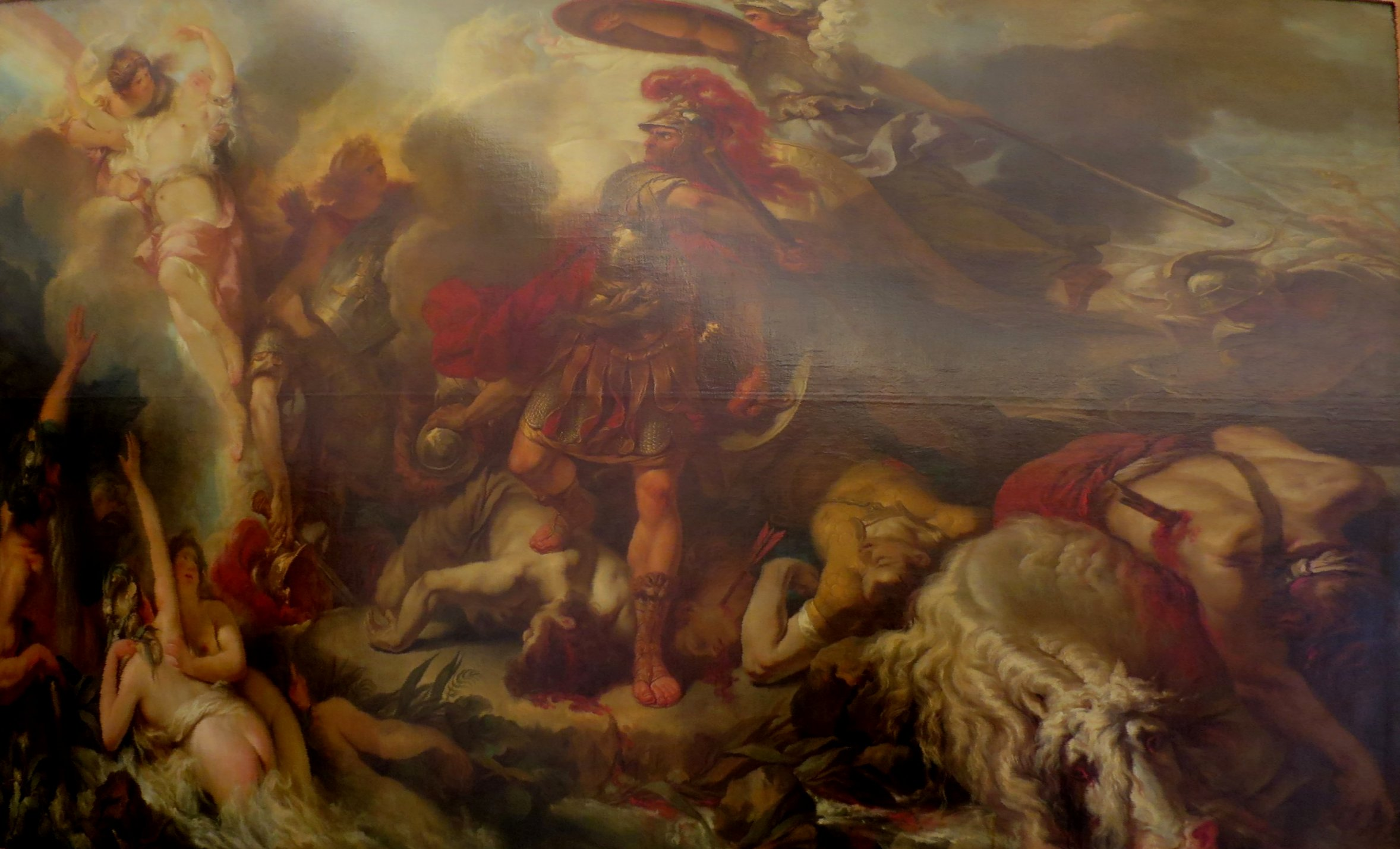
Габриэль-Франсуа Дуайен. Венера, раненая Диомедом. 1761. Эрмитаж. Санкт-Петербург.

В античном изобразительном искусстве похищение Диомедом Палладиума было представлено в росписи афинского Акрополя; его изображение работы Полигнота украшало лесху (здание совета) в Дельфах. Известно о статуях Диомеда, воздвигнутых в Метапонте, Сибарисе, Аргириппе и других городах. В поздней Античности распространение получили геммы с сюжетом похищения Палладиума; широко известна одна из них, так называемая гемма Феликса, выполненная греческим мастером для римского заказчика в I в. до н. э. Её внешний облик — с Диомедом, покидающим Трою со скульптурой Афины в руках и встречающим его Одиссеем — был популярен в эпоху Возрождения и многократно воспроизводился разными авторами. Канону этой геммы следует, в частности, семейная гемма Медичи «Диомед и Палладиум», однако не исключено, что оба произведения имели общий образец — картину Полигнота в пропилеях афинского Акрополя или описанную у Плиния Старшего вазу работы Пифея. Мотив Диомеда использован в двух эскизах Леонардо да Винчи, ему же следуют позы обнажённых юношей с потолка Сикстинской капеллы.
Образ Диомеда как богоборца — в частности, эпизод его боя с Афродитой — нашёл широкое отражение в изобразительном искусстве начиная со второй половины XVIII века (до этого тема, по-видимому, считалась слишком смелой). Среди авторов, воспроизводивших этот сюжет — Габриэль-Франсуа Дуайен («Венера, раненая Диомедом», 1761) и Жозеф Мари Вьен. Часто картины изображают не сам бой, а бегство раненой Афродиты с поля боя на колеснице, управляемой Иридой.

## В науке
Именем Диомеда назван крупный троянский астероид Юпитера (1437) Диомед, обнаруженный 3 августа 1937 года немецким астрономом Карлом Рейнмутом. Также Диомед стал эпонимом нескольких кораблей военно-морского флота Великобритании и США.

## Комментарии
1. ↑  Согласно Павсанию основал храм Афины «Остроглядящей» в Аргосе[1], храм Афины Анемотиды («Владычицы ветров») в Мофоне, Мессении[2]. Источники упоминают также об основанных Диомедом храмах Афины на Кипре[3] и в аттическом городе Прасии[4].
2. ↑  Фегеса[27], Астиноя[28], царя Гипенора[28], сыновей Евридама Абаса и Полиида[29], сыновей Фенопса Ксанфа и Фоона[30], сыновей Приама Хромия и Эхемона[31], Пандара[32], Аксила[33], Калезия[34], Долона[35], Фимбрея[36], двух сыновей Мерена[37]
3. ↑  Согласно некоторым источникам, убитое ахейцем чудовище было колхидским драконом, прежде охранявшим золотое руно и привезённым колхами к феакам[5].
4. ↑  Это проклятие может быть и предсмертным - в этом случае Диомеда не только обделяют землёй, но и предательски убивают[5].

### Античная литература
- Антонин Либерал. Метаморфозы // Вестник древней истории  / Перевод с древнегреческого, вступительная статья и комментарии В.Н. Ярхо. — 1997. — № 3—4.
- Аполлодор. Мифологическая библиотека / Перевод, заключительная статья, примечания, указатель В. Г. Боруховича. — Л.: Наука, 1972.
- Аппиан. Римские войны. — СПб.: Алетейя, 1994.
- Афиней. Пир мудрецов. Книги I—VIII / Пер. Н. Т. Голинкевича. Комм. М. Г. Витковской, А. А. Григорьевой, Е. С. Иванюк, О. Л. Левинской, Б. М. Никольского, И. В. Рыбаковой. Отв. ред. М. Л. Гаспаров. — М.: Наука, 2003. — 656 с. — (Литературные памятники). — ISBN 5-02-011816-8.
- Вергилий. Энеида // Буколики. Георгики. Энеида. — М.: Художественная литература, 1979.
- Гигин. Мифы / Перевод с латинского, комментарий Д. О. Торшилова под общей редакцией А. А. Тахо-Годи. — СПб.: Алетейя, 2000. — 360 с. — (Античная библиотека). — ISBN 5-89329-198-0.
- Гомер. Илиада / пер. Н. И. Гнедича. Изд. подг. А. И. Зайцев. — Л.: Наука, 1990.
- Диодор Сицилийский. Историческая библиотека / Перевод, статья, комментарии и указатель О. П. Цыбенко.. — М.: Лабиринт, 2000. — (Античное наследие).
- Еврипид. Трагедии в 2 томах / пер. И. Ф. Анненский ; отв. ред. М. Л. Гаспаров ; вступит. ст. В. Н. Ярхо ; Российская академия наук [РАН]. — М.: Ладомир, 1999. — ISBN 5-86218-157-1.
- Квинт Смирнский. После Гомера / Вступ. ст., пер. с др.греч. яз., прим. А. П. Большакова. — М.: Университет Дмитрия Пожарского, 2016. — 320 с. — ISBN 978-5-91244-158-5. Архивировано 23 апреля 2019 года.
- Ликофрон. Александра // Вестник древней истории  / Перевод с древнегреческого и комментарий И. Е. Сурикова. — 2011. — № 1—2.
- Павсаний. Описание Эллады / Перевод и примечания С. П. Кондратьева под редакцией Е. В. Никитюк. Ответственный редактор проф. Э. Д. Фролов.. — СПб.: Алетейя, 1996. — ISBN 5-89329-006-2.
- Пиндар. Немейские песни // Оды; Фрагменты / Пиндар; Вакхилид ; изд. подг. М. Л. Гаспаров.. — М. : Наука, 1980. — 503 с. — (Литературные памятники). — 50 000 экз.
- Страбон. ГЕОГРАФИЯ в 17 книгах / Перевод, статья и комментарии Г. А. Стратановского под общей редакцией проф. С. Л. Утченко.. — М.: Ладомир, 1994.
- Юстин. Эпитома сочинения Помпея Трога "Historiae Philippicae". — Издательство Санкт-Петербургского государственного университета, 2005. — 493 с. — ISBN 5-288-03708-6.